# Japanischer Riesensalamander
Der Japanische Riesensalamander (Andrias japonicus) ist eine in Japan endemische Amphibienart.
Der japanische Name Ōsanshōuo (オオサンショウウオ/大山椒魚) bedeutet übersetzt in etwa „Großer Pfefferfisch“. Mit bis zu 1,5 m Körperlänge ist der Japanische Riesensalamander nach dem Chinesischen Riesensalamander die weltweit zweitgrößte rezente Amphibie.

## Beschreibung

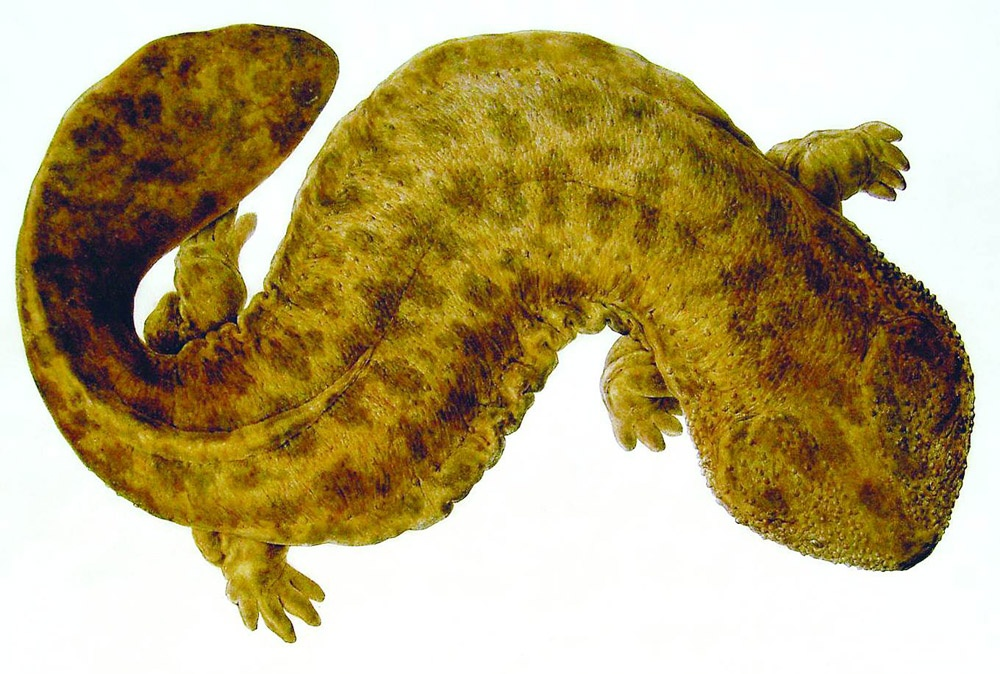
Japanische Riesensalamander in einer Zeichnung (1825)

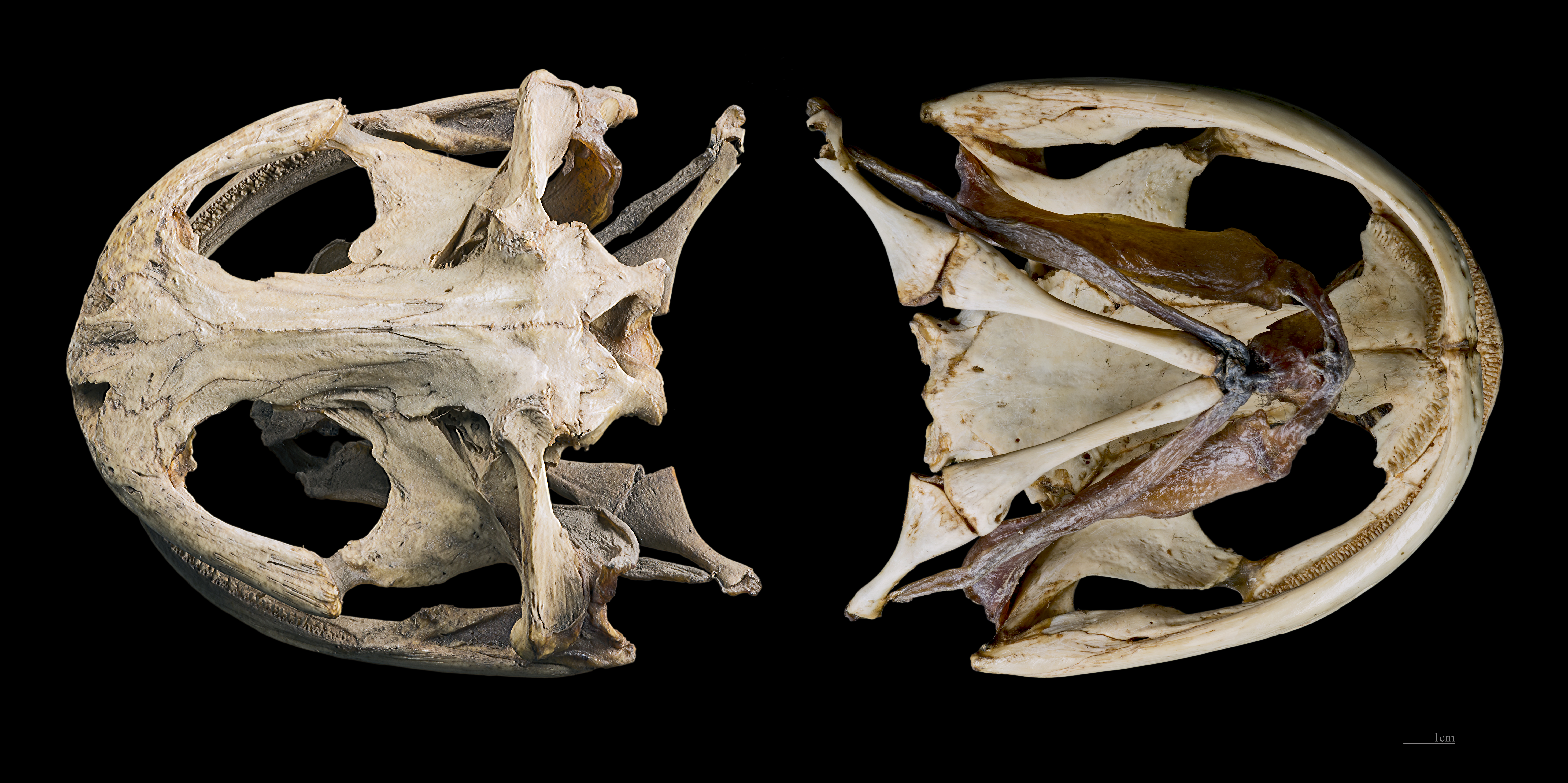
Andrias japonicus Schädel

Wie alle Riesensalamander besitzt der Japanische Riesensalamander einen gedrungenen Körperbau mit breitem, abgeflachtem Kopf. Entlang der Flanken besitzt er eine auffällige Hautfalte, die sich auch an den Gliedmaßen fortsetzt. Die Färbung der Haut variiert erheblich von gelb bis schwarz, wobei die meisten Individuen rötlich braun bis gelb-braun marmoriert sind. 

### Sinnesleistung
Verteilt auf dem ganzen Körper, besonders konzentriert am Kopf und der Seitenlinie, besitzt der Japanische Riesensalamander strömungssensitive Zellen, mit denen er Strömungsänderungen in seiner Umgebung wahrnehmen kann. Dadurch findet er seine Beute auch bei Dunkelheit. Der Sehsinn ist extrem schwach entwickelt. Die am seitlichen Rand des Kopfes liegenden Augen sind sehr klein und wenig leistungsfähig.

## Verbreitung und Lebensraum
Der Japanische Riesensalamander kommt nur auf den japanischen Inseln Kyūshū, Honshu und Shikoku vor. Dort bewohnt er schnell fließende Gebirgsbäche, -flüsse und teilweise Seen. Der Japanische Riesensalamander gilt laut IUCN als gefährdet. Der Bestand wird besonders bedroht durch die Verschmutzung seines Lebensraums und die Veränderung der Flussläufe, insbesondere durch den Einbau von Staustufen, wodurch abgetriebene Individuen nicht mehr den Flusslauf hinaufwandern können, um dort zu laichen. Schutzmaßnahmen in Japan zielen darauf ab, die Staustufen mit Rampen und Treppen auszustatten, um den Salamandern die Wanderung entlang des Flusses zu ermöglichen. Der Japanische Riesensalamander ist ebenfalls durch den Befall mit dem Chytridpilz bedroht.

## Lebensweise
Japanische Riesensalamander leben zeit ihres Lebens aquatisch und sind weitgehend nachtaktiv. Tagsüber verstecken sie sich unter Felsen, in Höhlen oder in der Uferböschung. Sie verfügen über Lungen-, Haut- und Darmatmung. Im Larvalstadium besitzen sie Kiemen, welche sich aber bis auf ein Paar zurückentwickeln. Fühlen sich Japanische Riesensalamander bedroht, sondern sie eine streng riechende, milchige Flüssigkeit ab, welche dem Geruch nach an Japanischen Pfeffer erinnert, daher ihr japanischer Name. Ausgewachsene Japanische Riesensalamander haben keine natürlichen Feinde. Sie werden sehr alt, gerüchteweise leben sie bis zu 80 Jahre lang. Ein Individuum in Gefangenschaft wurde erwiesenermaßen 52 Jahre alt.

### Fortpflanzung
Die Fortpflanzung erfolgt von August bis September in den höheren Lagen der Flussläufe. Dabei kommt es zu Revierkämpfen, bei denen die Männchen teilweise lebensbedrohliche Verletzungen davontragen. Weibchen legen 400–600 Eier in langen Eischnüren ab. Die Entwicklung im Ei dauert 40–60 Tage, die Larvalentwicklung vier bis fünf Jahre. Nach etwa zehn Jahren sind Japanische Riesensalamander geschlechtsreif.

### Ernährung
Das Nahrungsspektrum umfasst hauptsächlich Insekten, Fische und Amphibien. Dabei lauern die Salamander am Grunde des Gewässers und saugen ihre Beute durch Unterdruck in ihren Schlund ein.

## Menschen und Riesensalamander

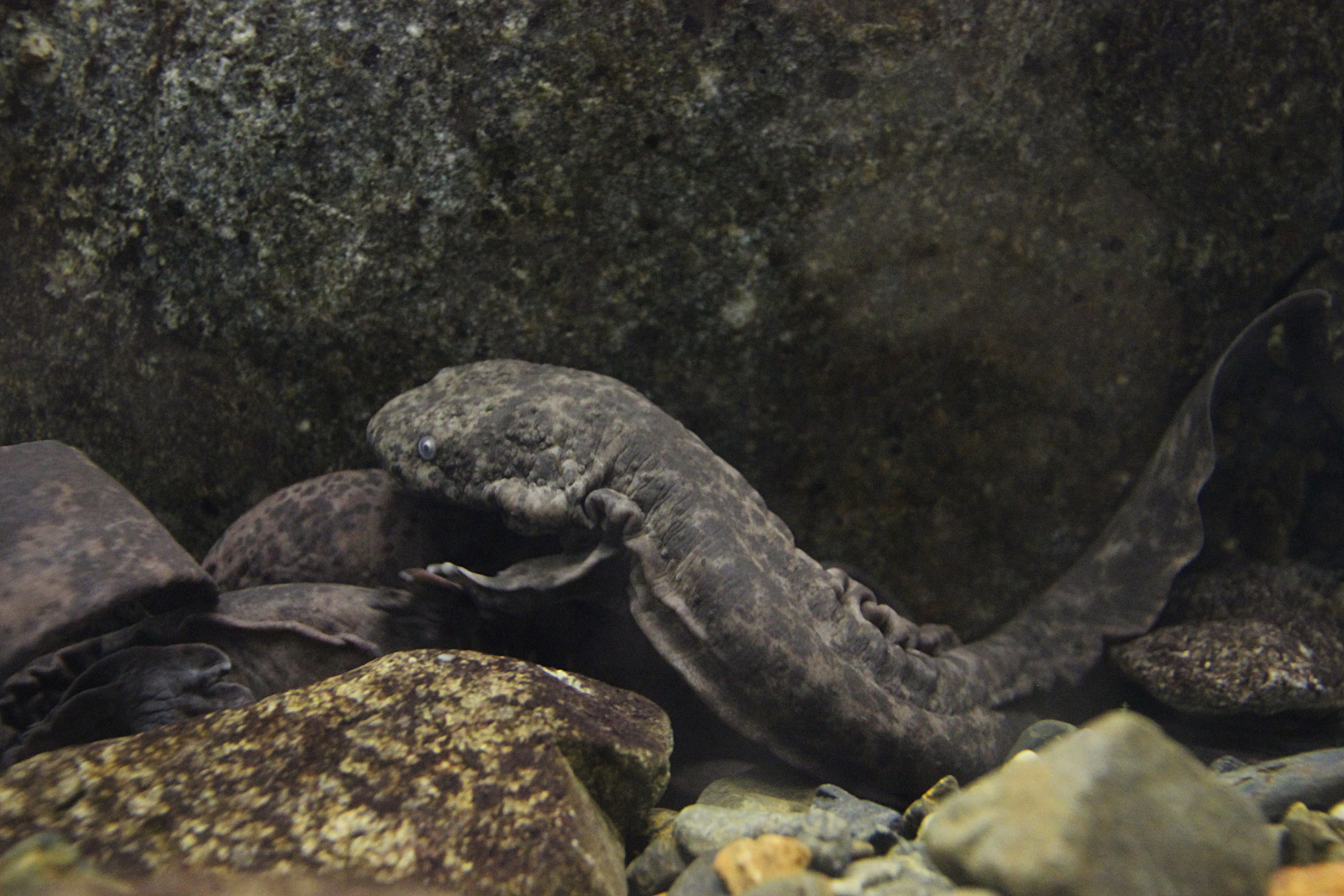
Jungtiere der Hybride (Kyoto Aquarium)

Ausgewachsene Riesensalamander bringen bis zu 30 kg auf die Waage. Sie wurden daher früher vom Menschen bejagt, mit Ködern gefischt und als Nahrung verwendet. Seit 1952 gilt der Japanische Riesensalamander allerdings als Naturdenkmal und wurde seitdem entsprechend geschützt. Der deutsche Arzt und Japanliebhaber Philipp Franz von Siebold brachte in den 1820er Jahren den ersten Japanischen Riesensalamander nach Europa. Seitdem wird er in Zoos rund um die Welt gehalten und gezüchtet. Im Kyōto Aquarium werden Chinesische und Japanische Riesensalamander miteinander verpaart. Die Nachkommen sind nicht-fortpflanzungsfähige Hybride.